# ساسكس إنليت
ساسكس إنليت (بالإنجليزية: Sussex Inlet)‏ هي بلدةٌ في منطقة ساوث كوست في نيوساوث ويلز في أستراليا، حيثُ تُقع على الضفة الغربية للممر المائي المعروف بساسكس إنليت، والذي يقسم نيوساوث ويلز عن إقليم خليج جرفيس. في عام 2016، كان تعداد السكان في ساسكس إنليت يبلغ 3٬575.

## روابط خارجية
- SussexInlet.com
- Sussex Inlet website
- Sussex Inlet Info. Website
- VISITNSW.com - Sussex-Inlet